# Polytrichadelphus subrubescens
Polytrichadelphus subrubescens är en bladmossart som beskrevs av G. L. Smith 1969. Polytrichadelphus subrubescens ingår i släktet Polytrichadelphus och familjen Polytrichaceae. Inga underarter finns listade i Catalogue of Life.